# Los locos de Valencia
Los locos de Valencia es una comedia de Lope de Vega y Carpio, incluida en la parte XIII (impresa en Madrid en 1620) de su Colección y que figura en el tomo 24, página 113 de la Colección Rivadeneyra. 
En la dedicatoria al maestro Simón Xabelo, dice el poeta: «Pregunta Aristóteles, doctísimo maestro, la causa por qué los hombres desean más parecer buenos, que serlo y no lo parecer, y responde él mismo que porque solus homo honoris et particeps, lo que también dijo en los Tópicos; de que nace que cualquiera lo apetece; pero la naturaleza huye el trabajo. Virtutes autem non nisi labore consequionur. Y a éste propósito trae Marco Antonio Zimara las palabras del mismo filósofo en el primero de los Elencos; que la naturaleza de los sofistas es desear más parecer sabios, que serlo y no lo parecer. Notablemente cuadra con algunos arrogantes desta edad este problema, que con ingenios bárbaros, cortos estudios ó ningunos, quieren adquirir la opinión que no merecen; y pareciéndoles que los otros la consiguen, escurecen sus vigilias con sus desprecios.»
Los locos de Valencia es una comedia interesante, con ingenio y gracia, que merece figurar entre las buenas comedias de Lope de Vega.

## Argumento
Floriano, caballero zaragozano, cree haber dado muerte, en desafío, al príncipe Reinero, hijo del rey, y huyendo de la justicia llega a Valencia, pidiendo amparo a su amigo Valerio, a quien cuenta sus desdichas. Valerio le aconseja que se finja loco y se deje encerrar en el hospital dedicado a ellos.
La joven Erífila llega a Valencia, acompañada de Leonato, criado de su padre, de cuya casa huye para no casarse contra su gusto. Leonato, que le había fingido amores, al ver que no podía conseguirla y ante el temor de la venganza de su amo, le roba las alhajas y la deja casi desnuda cerca del hospital de locos, donde la conducen creyéndola demente, al ver el estado en que se encuentra y los extremos de desesperación que hace. Dentro del hospital, Erífila y Floriano, creyéndose locos, se enamoran el uno del otro. También se enamora de Floriano, Fedra, sobrina del administrador y aunque el galán no le corresponde. Una conversación entre ambos, sorprendida por Erífila hace creer a ésta que aquellos se aman y provoca una escena de celos, con extremos de locura. Una vez solos Floriano y Erífila se reconcilian, contándose los motivos de encontrarse encerrados en aquel lugar.
Un mensajero de Aragón, primo del portero del hospital, portador de un retrato de Floriano, llega con el encargo de prenderle. Floriano se tizna el rostro para no ser reconocido, mientras Fedra y Laida, su doncella, también se fingen locas por amor a Floriano. La sobrina del administrador se muestra tan enamorada del joven, que llega a enfermar y para salvarla de la muerte, por consejo del médico, simulan su casamiento con Floriano. Al enterarse de ello, Erífila, creyendo para siempre perdido su amor, declara, en un arranque de celos, que Floriano mató a Reinero. Cuando van a prenderle, un caballero desconocido que visita en aquel momento el hospital proclama su inocencia, pues él es el príncipe Reinero, que aprovechando la muerte de uno de sus criados que llevaba varias prendas suyas, hizo desaparecer el cadáver y propagó la noticia de su propia muerte por ver si conseguía ablandar el corazón de la mujer que lo había traicionado.
Floriano relata el motivo de fingirse loco y la causa por que creyeran la locura de Erífila y el príncipe, Después de ordenar que se casaran los dos amantes, promete llevarse a Floriano en su compañía. Valerio, que en sus visitas al hospital se ha enamorado de Fedra, le ofrece su mano, que es aceptada.